# Приозёрная полёвка
Приозёрная полёвка или озёрная полёвка (лат. Microtus limnophilus) — полёвка из подрода Alexandromys рода серых полёвок (Microtus) подсемейства Arvicolinae. Встречается на севере центральной части Китая и в Монголии.

## Описание
Длина тела приозёрной полёвки достигает от 8,8 до 11,8 сантиметров, а хвоста от 3,2 до 4,4 сантиметров. Длина ступни составляет от 20 до 21 миллиметра, длина уха — от 13 до 14 миллиметров. Шерсть на спине отчётливо жёлтая, отдельные волоски имеют серую основу и бледно-жёлтый кончик. Брюшная сторона бело-серая, частично с серо-голубым оттенком. Хвост двухцветный сверху песочно-коричневый и белый снизу. Верхняя часть кистей и стоп беловато-песочного цвета. У самки восемь сосков, по две пары в области груди и живота.
Строение зубов напоминает структуру зубов серой полёвки  (Microtus arvalis), но отличается формой коронки первого нижнего моляра М1.

## Распространение
Приозёрная полёвка водится в центральной части Китайской Народной Республики и Монголии. Ареал простирается от севера Сычуани и востока Цинхая через Ганьсу к югу от Шэньси. Он также встречается в Нинся. В Монголии этот вид встречается в Долине великих озёр (монгольское Их нууруудын чотгор), и на территории Джунгарской и Заалтайской Гоби.

## Образ жизни
Об образе жизни приозёрной полевки известно очень мало. Как и другие, серые полёвки строго травоядная.

## Систематика
Приозёрная полёвка классифицируется как самостоятельный вид рода серых полёвок (Microtus), который насчитывает более 60 видов. Первое научное описание принадлежит русскому зоологу немецкого происхождения  Евгению Бихнеру, который описал этот вид в 1889 году по экземплярам из Цинхая. Этот вид некоторое время рассматривался как подвид полёвки-экономки (Microtus oeconomus), сегодня он отнесён к подроду Alexandromys в составе рода серых полёвок как отдельный вид.

## Статус, угрозы и охрана
Приозёрная полёвка классифицируется Международным союзом охраны природы и природных ресурсов (МСОП) как вид, вызывающий наименьшее беспокойство. Это объясняется сравнительно большим ареалом  и предполагаемой большой численностью популяций этого вида. Потенциальные риски для вида в настоящее время неизвестны. В некоторых частях Монголии на него влияет деградация среды обитания, вызванная чрезмерным выпасом скота. Кроме того, происходит усыхание водоемов в районах его распространения. В Китае этот вид считается вредителем в ряде провинций и находится под контролем.